# Череповець (аеропорт)
Аеропорт Череповець (IATA: CEE, ICAO: ULWC) — аеропорт у Вологодській області, Росія. Знаходиться за 18 км на північ від Череповця.

## Історія аеропорту
Аеропорт Череповець було засновано у 1933. В 1970, його передали вологодському об'єднаному авіаційному загону. В 1991 Череповецький аеропорт став структурним підрозділом Череповецького металургійного комбінату. З 21 травня 2002 структурний підрозділ ВАТ «Северсталь» Аеропорт «Череповець» перетворено на ТОВ «Авиапредприятие «Северсталь».
У період з 1999 по 2006, виконана модернізація аеропортового комплексу: проведена реконструкція злітно-посадокової смуги, зроблена заміна світлосигнального обладнання, встановлена радіотехнічна система посадки. Побудовано нові будівлі інженерно-авіаційної служби, служби пошукового та аварійно-рятувального забезпечення польотів, а також аеровокзал, проведена газифікація аеропорту. Для виконання міжнародних та внутрішніх повітряних перевезень експлуатант аеропорту Авіапідприємство «Северсталь» має сертифікат експлуатанта № 251 та сертифікат МАК № 096 А-М (міждержавного авіаційного комітету) на відповідність аеропорту сертифікаційним вимогам для міжнародних польотів.

## Авіалінії та напрямки на червень 2019
| Авіакомпанія          | Пункт призначення |
| --------------------- | --- |
| Severstal Air Company | Гельсінкі, Калінінград, Кіровськ-Апатіти, Мінеральні Води, Москва-Домодєдово, Москва-Шереметьєво, Мурманськ, Ст Петербург, Великий Устюг Сезонний: Анапа, Батумі, Бургас, Геленджик, Прага, Сімферополь, Сочі |